# Minde

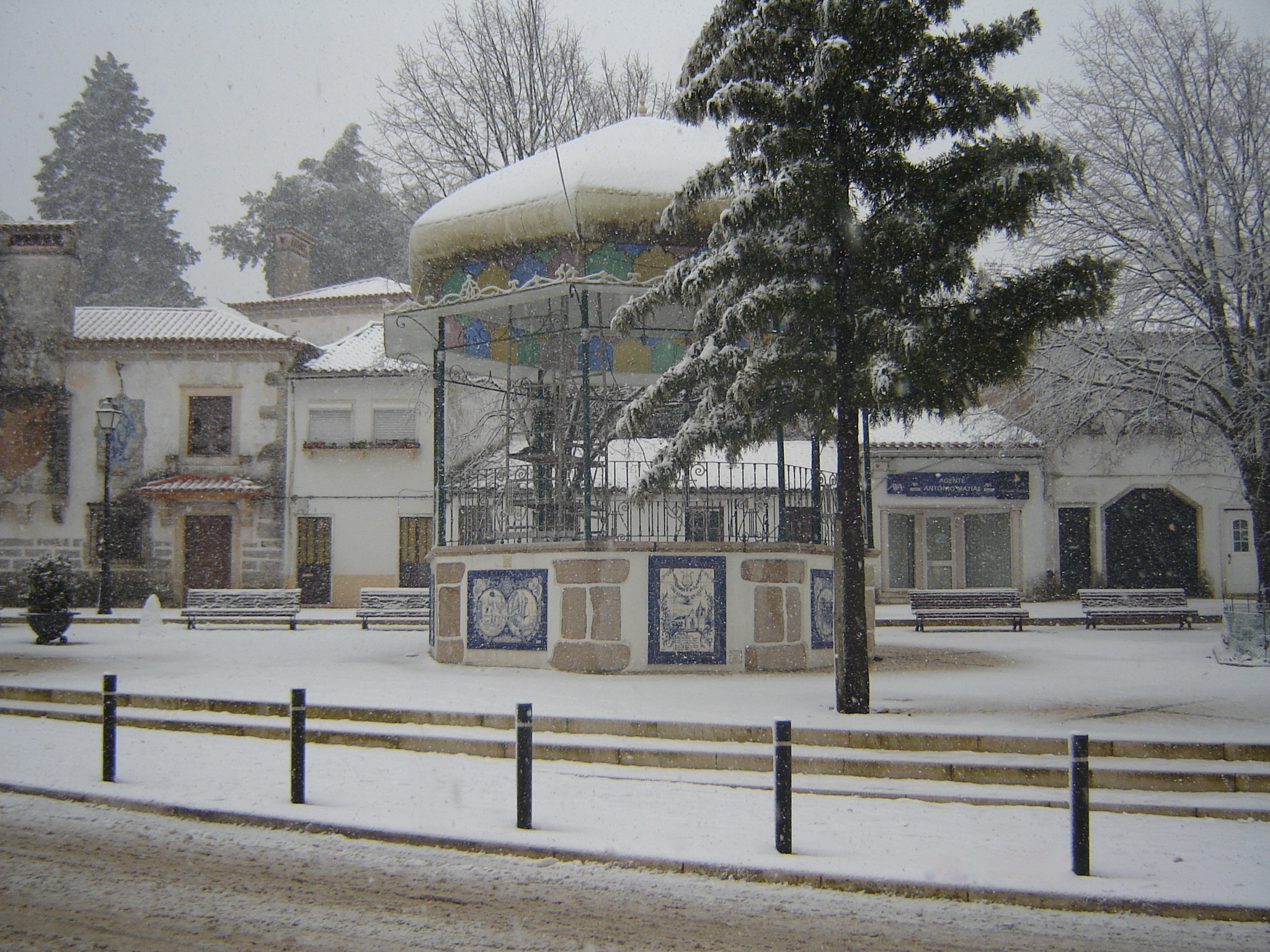
Quiosco de música de Minde.

Minde es una freguesia portuguesa del municipio portugués de Alcanena, con 21,20 km² de área y 3 311 habitantes (2001). Densidad: 156,2 hab/km². De la freguesia de Minde forman parte las aldeas del Covão do Coelho y del Vale Alto, situándose cerca de las famosas localidades de Fátima, Batalha y Alcobaça.
Desde el inicio del siglo XX los habitantes de la villa han tenido como principales fuentes de riqueza la agricultura y la industria textil. Esta segunda se ha caracterizado, principalmente en la primera mitad del siglo, por la fabricación de mantas, las famosas Açoreanas, y su respectiva venta en gran parte del país por feriantes mindericos.
En la segunda mitad del siglo la industria textil minderica se desarrolló con la fabricación de mallas e hilaturas, lo que le permitió crecer.
Actualmente Minde ya no es el centro fabril de antes, a pesar de la dependencia que aún existe de la industria textil, convirtiéndose a nivel regional en una villa fuertemente ligada a la cultura.
Es de destacar el gran número de colectividades existentes en la villa, entre ellas:
- Bomberos Voluntarios de Minde;
- Vitória Futebol Clube Mindense;
- Centro de Artes e Ofícios Roque Gameiro (CAORG);
- Sociedade Musical Mindense;
- Grupo de Teatro Boca de Cena.

Esta villa es bastante conocida porque se habla el ella el Minderico, lengua desarrollada durante la actividad de los feriantes que "corrían" Portugal de punta a punta.

## Patrimonio
- Iglesia de Nuestra Dama de la Asunción o Iglesia Matriz de Minde;
- Quiosco de música de Minde;
- Crucero;
- Pincha;
- Polje de Minde;
- Argot Minderico;
- Museo Acuarela con cuadros del Pintor Alfredo Roque Gameiro (Casa Açores,séc XIX).

## Personalidades importantes
- Adelaide Ferreira;
- Alfredo Roque Gameiro;
- Jaime Chavinha (músico);
- João Querido Manha;
- Justino Guedes;
- Luís Nascimento Silva;
- Rogério Venâncio.

- Datos: Q1717071
- Multimedia: Minde, Portugal / Q1717071